# Décembre 1998
- Fusion d'Exxon et de Mobil, qui étaient les deux premières entreprises américaines.

## 2 décembre
- Gabon : réélection d'Omar Bongo à la présidence de la République.

## 9 décembre
- Pétrole : le baril de pétrole de Brent passe pour la première fois depuis douze ans sous la barre des 10 $.

## 10 décembre
- Discours de Kofin Annan sur le cinquantième anniversaire de la déclaration des droits de l'homme[1].

## 11 décembre
- Union européenne: sommet européen de Vienne, pas d'accord sur l'agenda 2000.

## 13 décembre
- France : quartier du Mirail en banlieue toulousaine : début de 10 nuits de graves violences urbaines au “degré 8” sur l’échelle des violences urbaines de la police, et faisant suite à une “bavure policière” coûtant la vie à un jeune de 17 ans, « Pipo ».

## 15 décembre
- ASEAN : l'ASEAN reporte l'adhésion du Cambodge.

## 16 décembre
- Irak : attaque surprise des forces américaines et britanniques.

## 22 décembre
- France : retour au calme dans le quartier du Mirail après 10 nuits de violences urbaines.
- Fin de l'Opération Desert Thunder contre l'Irak.

## 23 décembre
- Union européenne :  fusion en Europe des groupes Matra (France), GEC (Royaume-Uni), DASA/Daimler-Chrysler aerospace (Allemagne) et Finmeccanica (Italie).
- Pérou : le décret suprême No 023-98-AG. crée la Zone réservée - on appelle ainsi des régions qui, rassemblant les conditions pour être considérées comme des Zones naturelles protégées', demandent la réalisation d'études complémentaires afin de déterminer, entre autres, l'étendue et la catégorie qui correspondra à chacune - de la Vallée du Río Rímac, le fleuve qui alimente en eau la capitale péruvienne.

## 30 décembre
- République démocratique du Congo : Des membres du Rassemblement congolais pour la démocratie mettent le feu au village de Makobola (Territoire de Fizi). 702 villageois, appartenant en majorité à la communauté Babembe, périssent dans l'incendie.